# アフリカ部隊 (ロシア)
アフリカ部隊(Африканский корпус)もしくはロシア遠征部隊は、ロシア国防省が監督している傭兵もしくは軍事顧問団。民間軍事会社(PMC)「ワグネル・グループ」の後続組織のひとつである。

## 概要
ワグネルの反乱が失敗し、エフゲニー・プリゴジンらリーダーが飛行機事故で死亡した後、同社のアフリカでの活動をロシア政府が引き継ぐために設立された。
業務はワグネル時代と同じくアフリカのロシア友好国および勢力に対する軍事支援およびインフラの整備で、構成員は主にロシア空挺軍の兵士などから招集されているが、元ワグネル構成員も参加している。また、政府に近いPMC「ルドゥート」とは協力関係にある 。

## 活動
現在アフリカ部隊は中央アフリカ共和国、リビア、ブルキナファソ、ニジェールなどで活動している。また、アフリカ部隊の構成員がロシア軍の一員として2022年ロシアのウクライナ侵攻に派遣されていることも確認されている。
また、これらの活動により2024年11月よりイギリス政府に制裁を課された。